# Córtex (botánica)
En botánica, el córtex es la región de la raíz comprendida entre la rizodermis y el cilindro vascular y su función principal es la de almacenar sustancias de reserva, tales como el almidón. Las capas más externas del córtex, debajo de la rizodermis, pueden diferenciarse como un tejido especializado, llamado «exodermis». La capa más interna del córtex forma, a su vez, otra estructura especializada en las espermatófitas: la endodermis.
El córtex propiamente dicho (la zona comprendida entre exodermis y endodermis) tiene en general una estructura homogénea, si bien en algunas especies puede estar formado por varios tipos de células. Las raíces normalmente no presentan clorofila en el córtex, pero frecuentemente las células contienen almidón; pueden encontrarse idioblastos diversos, como por ejemplo células taníferas o cristalíferas; puede presentar estructuras secretoras como espacios intercelulares lisígenos o esquizógenos. En las raíces con crecimiento secundario de las gimnospermas y de las dicotiledóneas que desprenden pronto su córtex, este es parenquimático. En las monocotiledóneas, en cambio, en las que el córtex se conserva durante mucho tiempo, el esclerénquima se presenta en abundancia. Este tejido puede tener disposición cilíndrica dentro de la exodermis o junto a la endodermis. También puede encontrarse colénquima. El córtex en las plantas acuáticas y palustres, como así también en las gramíneas de hábitats relativamente secos, está constituido por aerénquima. Las raíces aéreas de muchas familias de plantas epífitas, tales como las orquidáceas y las aráceas, presentan cloroplastos en las células periféricas del córtex.
Las capas más externas del córtex pueden diferenciarse formando la exodermis. Esta zona generalmente no está presente en las pteridofitas. La exodermis está formada por una a varias capas de células vivas, que a veces incluyen esclerénquima. Sus células pueden ser todas alargadas y suberificadas o lignificadas o algunas ser cortas y no estar lignificadas.
Las células de la exodermis de las raíces de muchas angiospermas tienen bandas de Caspary y desarrollan muy rápidamente suberina y en algunas especies celulosa por dentro. Su función sería la de evitar la pérdida de agua desde la raíz al suelo. Estructural y químicamente la exodermis se parece a la endodermis, y los factores causales de su desarrollo son iguales.
La exodermis de raíces aéreas de algunas especies de orquídeas está formada por dos tipos de células, que en corte tangencial alternan regularmente: células muertas, alargadas en sentido longitudinal, con paredes lignificadas, engrosadas y células cortas con paredes delgadas y protoplasto vivo.